# South Prairie
South Prairie è un comune degli Stati Uniti d'America, situato nello Stato di Washington, nella Contea di Pierce.